# Schwedenplatz

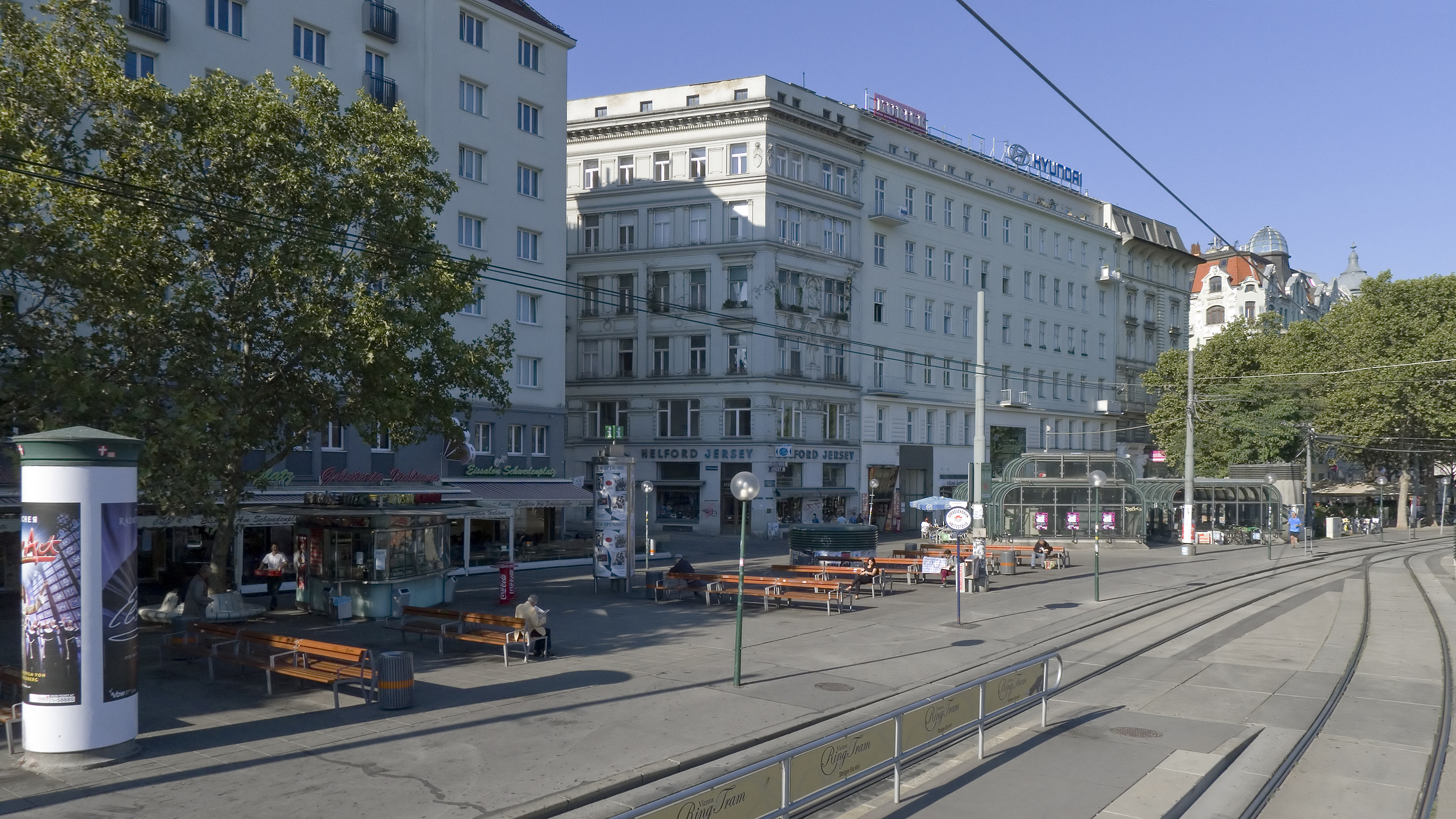
Schwedenplatz

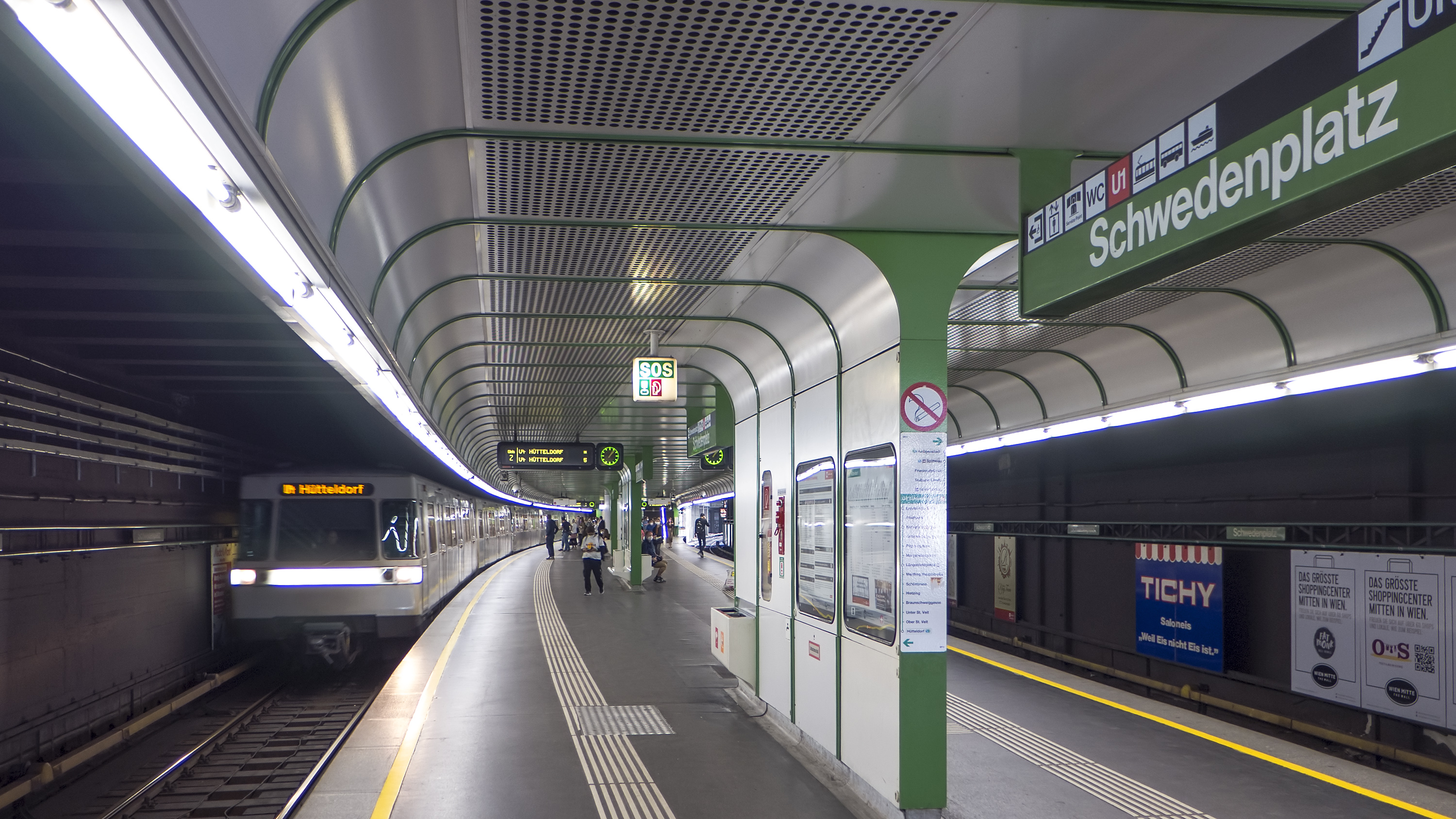
Schwedenplatz tunnelbanestation

Schwedenplatz är ett torg i centrala Wien vid Donaukanalen. Schwedenplatz är en av kollektivtrafikens viktigaste knutpunkter i Wien, bland annat med tunnelbanestation. Torget hette fram till 1919 Ferdinandplatz och hörde samman med bron över kanalen. Som tack för de svenska hjälpinsatserna efter första världskriget döptes bron och torget om.
Schwedenplatz förknippas även med en traditionsrik italiensk glassbar på platsen, Eissalon am Schwedenplatz. För andra än glassälskare finns här något kvarter bort också den s.k. Bermudadreieck (Bermudatriangeln) med populära nattöppna diskotek, pubar och restauranger med internationell publik. 